# Ronneby (comune)
Ronneby è un comune svedese di 28 352 abitanti, situato nella contea di Blekinge. Il suo capoluogo è la città omonima.

## Località
Nel territorio comunale sono comprese le seguenti aree urbane (tätort):
| # | Località    | Popolazione |
| - | ----------- | ----------- |
| 1 | Ronneby     | 11.767      |
| 2 | Kallinge    | 4.767       |
| 3 | Bräkne-Hoby | 1.769       |
| 4 | Johannishus | 773         |
| 5 | Listerby    | 672         |
| 6 | Ronnebyhamn | 464         |
| 7 | Backaryd    | 399         |
| 8 | Eringsboda  | 340         |
| 9 | Hallabro    | 252         |